# Iguana Kits
Iguana Kit es un fabricante español de automóviles fundado en 1998.

## Historia de la empresa
Iguana Kit fue fundada en 1998 en la ciudad de Valencia por Santiago Bethencourt. Su fundador se dedicaba a la restauración de automóviles clásicos y profesaba admiración por el modelo Renault 4. Se propuso el proyecto personal de modificar este modelo con estéticas propias de los automóviles de los años 1940. La venta al público comenzó en el año 2000.
ACER

## Modelos
Los vehículos están basados en chasis principalmente de Renault 4, aunque con el tiempo también se empezó a trabajar sobre bastidores provenientes de antiguos modelos pick-up de Nissan. Se ofrecen vehículos con carrocerías sedán, camioneta, coupé y convertible. Los cuerpos están fabricados en resina de poliéster y se cubren en algunos modelos también con madera. La empresa vende tanto los kits para modificar los coches como los automóviles completos ya listos para rodar.